# Кіккіаккі
Кіккіа́ккі (рос. Киккиакки) — село у складі Красноселькупського району Ямало-Ненецького автономного округу Тюменської області, Росія.
Населення — 30 осіб (2010, 0 у 2002).